# جيوفري وولف
جيوفري وولف (بالإنجليزية: Geoffrey Wolff)‏ هو كاتب أمريكي، ولد في 1937 في هوليوود في الولايات المتحدة.

## وصلات خارجية
- جيوفري وولف على موقع الموسوعة البريطانية (الإنجليزية)